# 稲葉健
稲葉 健（いなば けん、1978年4月13日 )
アメリカ合衆国カリフォルニア州サンフランシスコ生まれ。身長173cm、体重64kg。

## 主な出演作品

### バラエティ
（フジテレビ）
- 2006年12月 - イケメン@カムカム

### テレビドラマ
- 私は貝になりたい（1994年10月31日、TBS）
- セカンド・チャンス 第3話（1995年、TBS）
- GTO（1998年、フジテレビ）
- 救急ハート治療室（1999年、フジテレビ）
- この冬の恋（2002年2月1日、フジテレビ）
- ラブレター（2003年、関西テレビ）
- 勿忘草（2004年、関西テレビ）
- 東京タワー 〜オカンとボクと、時々、オトン〜 第8話（2007年、フジテレビ）

### 映画
- ろくでなしBLUES（1995年、パル企画）
- 絆-きずな-（1998年、東宝）
- 光の雨（2001年、フジテレビ）
- トーキョーカゾク（2002年、未公開作品）
- 新撰組（2003年、東宝）
- 黄泉がえり（2003年、東宝）
- いま君が輝くとき（2004年、シネ東）
- ありがとう…さようなら（2007年）
- 浪速爆走族（2007年、Vシネマ）

### CM
- 資生堂 ジェレイド（1995年）
- アサヒビール 本生（2002年）
- キリンビバレッジ 午後の紅茶（2005年）

### 舞台
- エビータ （1996年、ビッグアップル）
- 新撰組風紀〜風の如く〜 （2003年、WOWOW）
- 新撰組風書記（2004年）
- キセカエ人魚（2005年）